# Elizabeth Gillies
Elizabeth Egan "Liz" Gillies (* 26. července, 1993, Haworth, New Jersey, USA) je americká herečka a zpěvačka. Do povědomí diváků se dostala díky roli Jade West v seriálu V jako Victoria, kterou vysílala televizní stanice Nickleodeon. Aktuálně ztvárňuje postavu Fallon Carrington v seriálu stanice The CW Dynastie.

## Kariéra
V roce 2007 získala roli v seriálu The Black Donnellys, čímž zahájila svoji kariéru. V létě 2008 byla obsazena do role Lucy v muzikálu s názvem 13. Muzikál byl později přemístěn na Broadway, což z něj udělalo první broadwayský muzikál, kde byli všichni herci teenageři. V tomto muzikálu vystupovala s písněmi "Opportunity" a "It Can't Be True" společně s dalšími menšími vystoupeními v ostatních písních jako "Hey Kendra" a "Getting Ready". Muzikál 13 po velkém úspěchu skončil v 4. ledna 2009. V roce 2008 také získala roli ve filmu Dívčí parta, kde ztvárnila postavu Shelby Wexler.
V roce 2010 začala Gillies hrát v sitkomu z dílny Nickelodeon s názvem V jako Victoria. Zde získala roli Jade West a hrála tak po boku Victorie Justice.
Má vlastní YouTube účet LizGilliesOfficial, kam dává svoje přezpívané písničky jako "Wild Horses" od The Rolling Stones nebo "Jealous Guy" od Johna Lennona.
Od roku 2017 hraje hlavní roli Fallon Carrington v seriálu stanice The CW Dynastie.

## Filmografie

### Film
| Rok  | Název                                        | Role          | Poznámky            |
| ---- | -------------------------------------------- | ------------- | ------------------- |
| 2008 | Harold                                       | Evelyn Taylor |                     |
| 2008 | Dívčí parta                                  | Shelby Wexler |                     |
| 2011 | The Death and Return of Superman             | Eradicator    | krátkometrážní film |
| 2012 | Winx Club – Výprava do ztraceného království | Daphne (hlas) |                     |
| 2014 | Animal                                       | Mandy         |                     |
| 2015 | Bláznivá dovolená                            | Heather       |                     |
| 2018 | Arizona                                      | Kelsey        |                     |

### Televize
| Rok       | Název                     | Role                                  | Poznámky                                         |
| --------- | ------------------------- | ------------------------------------- | ------------------------------------------------ |
| 2007      | The Black Donnellys       | malá Jenny - 9 let                    | 3 díly                                           |
| 2009      | The Battery's Down        | Host na Bar Mitzvah                   | díl:„Bad Bad News“                               |
| 2010–2013 | V jako Victoria           | Jade West                             | hlavní role                                      |
| 2011      | iCarly                    | Jade West                             | 1 epizoda, iParty With Victorious                |
| 2011–2015 | Winx Club                 | Daphne (hlas)                         | 24 dílů                                          |
| 2011      | Big Time Rush             | Heather Fox                           | díl:„Big Time Secret“                            |
| 2012      | Ve službách FBI           | Chloe Woods                           | díl:„Upper West Side Story“                      |
| 2013      | The Exes                  | Tracy Cooper                          | díl:„Prelude to a Kiss“                          |
| 2014      | Sam a Cat                 | Jade West                             | díl:„#TheKillerTunaJump: #Freddie #Jade #Robbie“ |
| 2014      | Killing Daddy             | Callie Ross                           | televizní film                                   |
| 2015      | Americký táta             | Lena Horne (hlas)                     | díl:„A Star is Born“                             |
| 2015–2016 | Sex & Drugs & Rock & Roll | Gigi Zakarian                         | hlavní role, 20 dílů                             |
| 2015      | Tučňáci z Madagaskaru     | Zpěvačka (hlas)                       | díl:„The Penugin Who Loved Me“                   |
| 2017–2022 | Dynastie                  | Fallon Carrington                     | hlavní role                                      |
| 2018      | Robot Chicken             | Sun Baby/Marie "Slim" Browning (hlas) | díl: „Gimme That Chocolate Milk“                 |
| 2019      | Welcome to the Wayne      | Parana Sycamore (hlas)                | díl: „That's Squidjit Bowling“                   |

### Videohry
| Rok  | Název                       | Role             | Poznámky |
| ---- | --------------------------- | ---------------- | -------- |
| 2012 | Victorious: Time to Shine   | Jade West (hlas) |          |
| 2012 | Victorious: Taking the Lead | Jade West (hlas) |          |

### Hudební videa
| Rok  | Hlavní zpěvák          | Song                       | Poznámky |
| ---- | ---------------------- | -------------------------- | -------- |
| 2010 | Victoria Justice       | „Freak the Freak Out“      |          |
| 2011 | Victoria Justice       | „Beggin' on Your Knees“    |          |
| 2011 | Victoria Justice       | „All I Want Is Everything“ |          |
| 2011 | Ona a Victoria Justice | „Take a Hint“              |          |
| 2011 | Mickey Deleasa         | „Time in the Day “         |          |
| 2012 | Big Time Rush          | „Time of Our Life“         |          |
| 2012 | Victoria Justice       | „Make It in America“       |          |
| 2012 | Ona sama               | „We Are Believix“          |          |
| 2012 | Ona sama               | „You Don't Know Me“        |          |
| 2013 | Ariana Grande          | „Right There“              |          |
| 2015 | Ariana Grande          | „One Last Time“            |          |
| 2015 | Ona sama               | „Die Trying“               |          |
| 2016 | Ona sama               | „Bang Bang“                |          |
| 2018 | Ariana Grande          | „Thank U, Next“            |          |

### Divadlo
| Rok       | Název                   | Role     | Poznámky |
| --------- | ----------------------- | -------- | -------- |
| 2008–2009 | 13                      | Lucy     |          |
| 2013      | Jawbreaker: The Musical | Courtney |          |

## Diskografie
- Sex & Drugs & Rock & Roll (soundtrack - 1. řada a 2. řada)